# Enchanted Rock

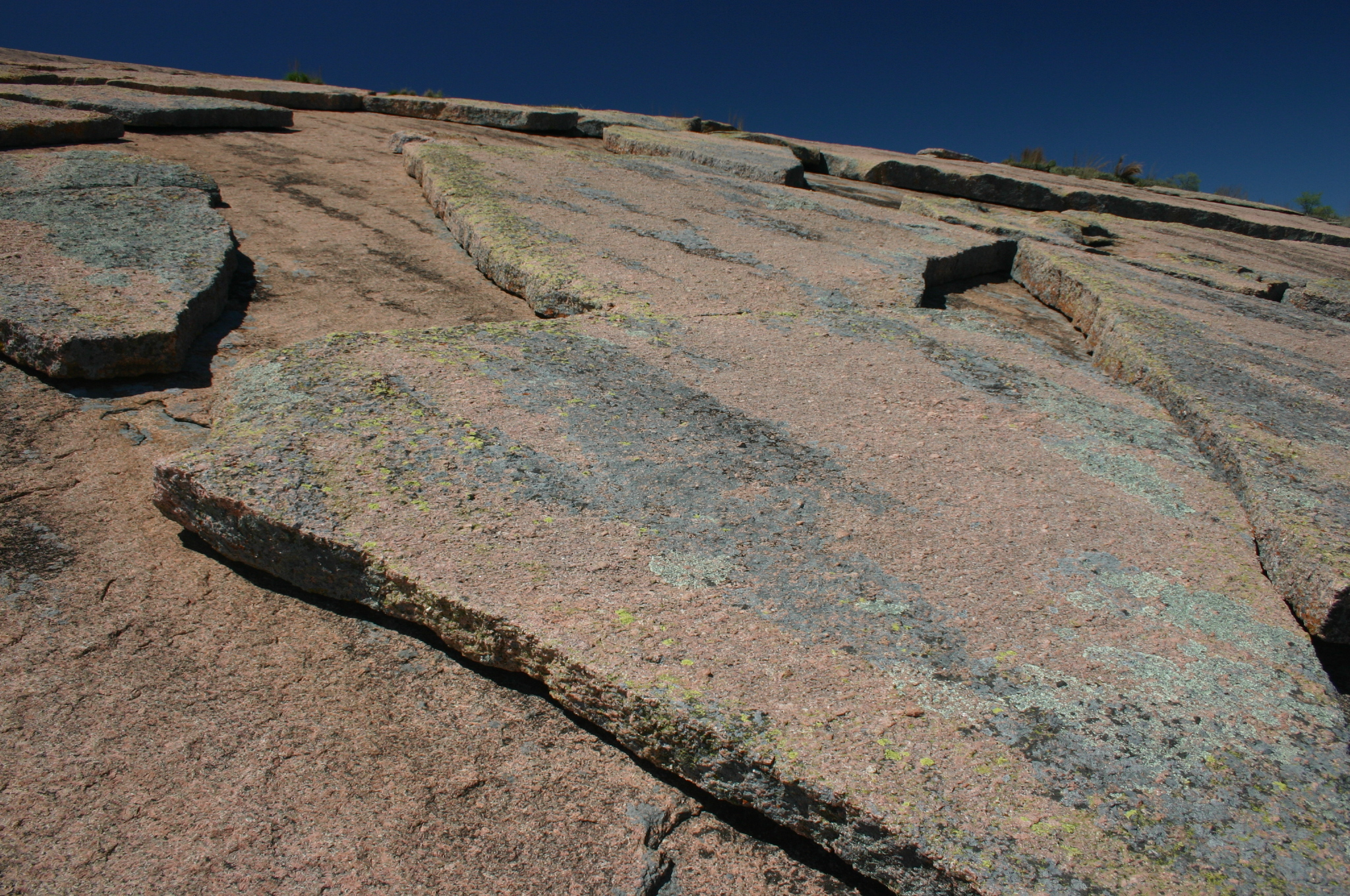
Skiktning av granit

Enchanted Rock är den översta delen av en pluton av rödaktig granit omkring 27 kilometer norr om Fredericksburg och 39 kilometer söder om Llano i Texas i USA.
Enchanted Rock State Natural Area omfattar Enchanted Rock och omgivande område och ligger i både Gillespie County och Llano County, söder om Llanofloden.  Enchanted Rock täcker omkring 260 hektar och reser sig 130 meter över omgivande terräng till en höjd av 556 meter över havet. Den är det största inselberget av röd granit i USA. Enchanted Rock State Natural Area ingår i Texas delstatliga nationalparkssystem och omfattar 665 hektar.
Kupolen av granit syns på många kilometers avstånd i det omgivande slättlandet. Berget är den synliga delen ovanför markytan av en stor batolit, som benämnes "Town Mountain Granite" från Prekambrium som trängt igenom een äldre jordskorpan "Packsaddle Schist". Den inträngande graniten, eller plutonen, utsattes för omfattande erosion av det omgivande sedimentära berget, framför allt av den kalksten som är synlig några kilometer söder om Enchanted Rock.